# Oskarshamns-Tidningen
Oskarshamns-Tidningen är en dagstidning med startdatum 22 september 1880. Tidningen startades som fådagarstidning och hade ekonomiska svårigheter under 1930-talet som ledde till konkurs 1934men tidningen räddades och tidningen blev sexdagars 1945. 1963 blev tidningen edition till Barometern.
Fullständiga titeln var i starten Oskarshamns-Tidningen / Nyhets- och allmänt Annonsblad för mellersta Kalmar län från 1907 bara Oskarshamn-Tidningen. Tidningen blir edition till Barometern den 19 mars 1963. Tidningen kommer fortsatt ut som edition till Barometern.

## Redaktion
Redaktionen för tidningen har legat i Oskarshamn. Tidningens politiska tendens har varit moderat hela utgivningstiden. Som framgår av tabellen har inte Nya Lundstedt gått igenom alla år för att ta reda på redaktionen ännu.
| Period                              | Ansvarig utgivare                    | Period                     | Redaktör            |
| 1880-09-06--1933-05-11              | Linder, Mauritz, boktyckaren         |                            |                     |
| 1933-05-12 /1933-01-02?--1934-02-16 | Linder, John Mauritz, direktör       | 1932-05-11--1941-05-30     | Bjerking, Arvid     |
| 1934-02-17--1941-11-28              | Holm, Arvid Göran, lasarettsläkaren  | 1932-05-11--1941-05-30     | Bjerking, Arvid     |
| 1941-12-01--1946-01-31              | Erlandsson, Gunnar                   | 1941-12-01--1946-01-31     | Erlandsson, Gunnar  |
| 1946-02-01--1946-03-14              | Sjösten, Herbert                     | 1946-02-01--1946-03-14     | Sjösten, Herbert    |
| 1946-03-15--1963-03-16              | Sedvallson, Sven                     | 1946-03-15--1967-12-30     | Sedvallson, Sven    |
| 1963-03-18--1972-06-17              | Forsberg, Tage                       | 1972-06-02--1972-06-20     | Erlandsson, Magnus  |
| 1972-06-19--1984-11-30              | Westin, Olof                         |                            |                     |
| 1984-12-01--1991-12-31              | Häggström, Matti                     |                            |                     |
| 1992-01-02--1995-07-23              | Wendelberg, Anders                   |                            |                     |
| 1995-07-24--1995-08-14              | Holmerin, Lennart                    |                            |                     |
| 1995-08-15--1997-06-01              | Wendelberg, Anders                   |                            |                     |
| 1997-06-02--1997-07-14              | Arvidsson, Tomas                     |                            |                     |
| 1997-07-15--1997-09-29              | Holmerin, Lennart                    |                            |                     |
| 1997-09-30--1997-10-09              | Arvidsson, Tomas                     |                            |                     |
| 1997-10-10--1998-06-01              | Holmerin, Lennart                    |                            |                     |
| 1998-06-02--1998-07-06              | Nilsson, Charli                      |                            |                     |
| 1998-07-07--1998-08-13              | Holmerin, Lennart                    |                            |                     |
| 1998-08-14--1998-08-18              | Arvidsson, Tomas                     |                            |                     |
| 1998-08-19--1998-08-20              | Holmerin, Lennart                    |                            |                     |
| 1998-08-21--1998-08-24              | Arvidsson, Tomas                     |                            |                     |
| 1998-08-25--1998-12-02              | Holmerin, Lennart                    |                            |                     |
| 1998-12-03--1998-12-31              | Arvidsson, Tomas                     |                            |                     |
| 1998-12-31--1999-01-04              | Holmerin, Lennart                    |                            |                     |
| 1999-01-05--1999-01-11              | Arvidsson, Tomas                     |                            |                     |
| 1999-01-12--1999-01-12              | Holmerin, Lennart                    |                            |                     |
| 1999-01-13--1999-01-15              | Arvidsson, Tomas                     |                            |                     |
| 1999-01-16--1999-01-19              | Holmerin, Lennart                    |                            |                     |
| 1999-01-20--1999-01-20              | Arvidsson, Tomas                     |                            |                     |
| 1999-01-21--1999-06-24              | Holmerin, Lennart                    |                            |                     |
| 1999-06-25--1999-07-01              | Arvidsson, Tomas                     |                            |                     |
| 1999-07-02--1999-07-02              | Holmerin, Lennart                    |                            |                     |
| 1999-07-03--1999-07-26              | Larsson Ek, Mikael                   |                            |                     |
| 1999-07-27--1999-07-27              | Holmerin, Lennart                    |                            |                     |
| 1999-07-28--1999-07-28              | Larsson Ek, Mikael                   |                            |                     |
| 1999-07-29--2000-05-04              | Holmerin, Lennart                    |                            |                     |
| 2000-05-05--2008-05-24              | Andreasson, Gunilla                  | 1972-06-02--1972-06-20     | Erlandsson, Magnus  |
| 2008-05-26--2013-08-19              | Sax, Gunilla                         | uppgifter saknas 1972-1984 |                     |
| 2013-08-20--2018-06-30              | Enström, Anders tf 2013-08-20--09-26 | 1984-11-01--1984-11-01     | Westin, Olof        |
| 2018-07-01--2018-07-16              | Lindén, Liselotte Nyhetschef         | uppgifter saknas 1984-1991 |                     |
| 2018-07-17--2018-08-06              | Barajas, Hector Nyhetschef           | 1991-12-16--1991-12-31     | Häggström, Matti    |
| 2018-08-07--2019-08-29              | Enström, Anders                      | 1992-01-02--1992-01-02     | Wendelberg, Anders  |
| 2019-08-30--2019-09-12              | Barajas, Hector                      | 1995-01-01--1995-08-14     | Holmerin, Lennart   |
| 2019-09-13--2020-06-30              | Enström, Anders                      | 1995-08-15--1997-05-31     | Wendelberg, Anders  |
| 2020-07-01--2020-07-10              | Jakobsson, Per Tf                    | 1997-06-02--2000-05-04     | Holmerin, Lennart   |
| 2020-07-11--2020-07-27              | Enström, Anders                      | 2000-05-05--2008-05-24     | Andreasson, Gunilla |
| 2020-07-28--2020-07-31              | Barajas, Hector Tf                   | 2008-05-26--2013-08-19     | Sax, Gunilla        |
| 2020-08-01--                        | Enström, Anders                      | 2013-08-20--               | Enström, Anders     |

## Redaktion och medarbetare, utgivning
Redaktionsort för tidningen har Oskarshamn varit hela tiden. För perioden den 1 januari 1912 till 8 juli 1912 har tidningen förstörts i en brand och de har inte kunnat återfinnas.
Utgivbevis för tidningen utfärdades för boktryckaren Mauritz Linder den 6 september 1880, som varit dess redaktör till och med 30 mars 1895, och därefter har tidningen redigerats av honom tillsammans med J. August Gartz, som i december 1893 inträdde såsom medarbetare i tidningens redaktion. Medarbetare har varit Johan Oskar Cederborg 1880-1886, J. J. Jahn från 19 juli 1881 till 12 september 1882, Gustaf Gullberg från den 1 november 1883 till 30 september 1884, K. E. Lundegård från augusti till november 1884. A. Th. Ström 1885-1886, Thure Nyberg från 1 januari 1886 till 1 juli samma år. Hugo Gumælius från juli 1886 till november 1893 och Herman Seldener från 4 oktober 1894 till 15 februari 1897.
Tidningen kom ut 2 dagar i veckan onsdagar och lördagar från 1880 till 27 oktober 1883 sedan tre dagar i veckan tisdag, torsdag och lördag från den 30 oktober 1883 till 1886. Tvådagarsutgivningen återupptogs tisdagar och fredagar från 1887 till 1906. 1907 till 1909 ändrades utgivningsdagarna tillonsdag och lördag. Från 2 januari 1910 till 17 september 1912 tre dagar måndag, torsdag och lördag. Utgivningsdagar blev måndag onsdag och fredag till 1930. 1931-1932 var det fyra dagar i veckan måndag, onsdag, fredag och lördag. Men tidningen tvingades återgå till tre dagar 1933 till slutet av 1944. För 1945 blev tidningen sexdagarstidning vilket den fortsatt är.

## Bilagor
Oskarshamns-Tidningen åtföljdes i varje lördagsnummer 1880 till 5 november 1881 och därefter varje nummerr av ett bihang kallat Oskarshamns-Tidningens Mönsterås-Afdelnind den 22 september 1880 till 27 november 1880. Bilagan hette Mönsterås Tidningen från 4 december 1880 till 31 december 1883. Bilagan hade 2 sidor i folioformat med 4 spalter på formatet 43 x 26 cm eller 6 spalter på formatet 57,7 x 39 cm, som från 17 december 1881 erhöll titeltillägget: Nyhets- och Annonsblad för Mönsterås och omnejd. Från den 3 januari 1884 hade fjärde sidan av Oskarshamns-Tidningen denna titel. Tidningen åtföljdes av veckobilagan Illustrerad Familjetidning från den 9 augusti 1890 till mars 1891. Ett illustrerat Extra-nummer till Oskarshamns Tidningen gavs ut med anledning av Oskarshamns stads 25-årsjubileum den 1 maj 1881.
A upplagan av Oskarshamns-tidningen innehöll Hultfredstidningen åren 1947-1963. AB upplagan av Oskarshamns-tidningen innehöll Mönsteråstidningen 1947-1963. Periodiska bilagor har varit många. Tidningen har på senare år haft TV bilagor, Kultur och Nöjesbilagor, bilagor om Affärsliv, Fonder och Ekonomi. Två andra bilagor var Bonus Weekend och bilagan Åxå med oklart innehåll.

## Tryckning
Förlag var Aktiebolaget Oskarshamnstidningen i Oskarshamn till 1934 då företaget gick i konkurs driften övertogs av en konkursförvaltare. Från den 12 april 1934 hette företaget Nya AB Oskarshamnstidningen. Förlaget bytte namn till AB Oskarshamnstidningen den 1 januari 1956. (datum för namnbytet är osäkert). Den 18 mars 1963 tog Tidningen Barometerns AB i Kalmar över efter att Barometern övertagit tidningsägandet cirka sex månader tidigare. Från 1 oktober 1992 blev förlaget Barometern-OT Aktiebolag och 2003 tog Gota Media aktiebolag i Kalmar över.
Oskarshamns-Tidningen ägdes vid starten av Oskarshamns Tryckeri-Aktiebolag, för vilket bolagsordning av kunglig majestät fastställdes den 6 augusti 1880. Tidningen trycktes i Oskarshamns-Tidningens boktryckeri med antikva som typsnitt. Den hade 4 sidor i folioformat med 7 spalter, satsbredd 54 -63 x 45,7 cm omväxlande med 6 spalter 54 x 39 cm från 1880, 8 spalter på satsbredd 75,5 x 52 cm från 1897 och 9 spalter 76,5 x 58,5 cm från 1891, dvs allt större format. Priset var 4,80 kronor 1881 och 5 kr. från 1882.Tidningen trycktes bara med trycksvärta till 1947. Mellan 1948 och 1963 med svart + 1 färg och från 18 mars 1963 då Barometern tog över med fyrfärg.
| Period                 | Tryckeri efter 1900               | Ort        |
| 1900-01-03--1912-07-08 | Oskarshamstidningen tryckeri      | Oskarshamn |
| 1912-07-09--1912-09-17 | Eksjö-tidningens tryckeri         | Eksjö      |
| 1912-09-18--1963-03-17 | Oskarshamstidningen tryckeri      | Oskarshamn |
| 1963-03-18--1963-09-18 | Tidningen barometerns tryckeri AB | Kalmar     |
| 1995-01-01--1997-12-31 | Barometern-OT aktiebolag          | Kalmar     |
| 1998-01-02--2002-04-17 | Sydostpress aktiebolag            | Kalmar     |
| 2002-04-18--           | Sydostpressarna aktiebolag        | Karlskrona |

Sidantalet i tidningen var till 1916 4 sidor. 1930 var det 8 - 12 sidor och 1965 16 till 22 sidor. 1980 hade tidningen 28 till 36 sidor och 1990 32 till 48 sidor. 2009 nåddes maxantalet 72 till 90 sidor. Antalet sidor minskade sedan kraftig och var 2018 32 till 64 och 2021 32 till 56 sidor. Satsytan var mycket stor till 1916 men minskade sedan till 52x37 cm 1963 till 2001 då tidningen blev tabloid.
Priset för tidningen var 2 kronor 1900 och blev 10 kr under inflationen efter första världskriget. Det var relativt stabilt och var 20 kronor 1949, nådde 56 kronor 1960, 105 kronor 1967 och 1983 nådde priset 535 kronor. 1992 var det för första gången över 1000 kronor 1140 kronor. 2008 kostade prenumeration 2040 kronor och priset har nått 3588 kronor 2022.
Upplagan var runt 10 000 1904 och höll sig runt detta till 1927, men upplagan minskade sedan med ungefär 1000 exemplar. Upplagan ökade efter konkursen 1934 till 12 500 1943. Tidningen upplaga var sedan stabil runt 12000 exemplar till 1960-talets slut och 1971 var den 13 300. 1978 var upplagan som störst 14 900 exemplar, Från 1990 räknas upplagan samman med Barometerns och var då över 50 000. Sedan dess har upplagan minskat till cirka 38 000 exemplar året 2021.Annonsomfattning har 2015 till 2020 varit 30 till 40 % av tidningens innehåll.